# 流行音乐
流行音樂（英語：Popular music），亦稱流行歌曲、現代流行音樂，是指一段时期内廣泛被大眾所接受和喜歡的音樂，也即主流的音乐。流行音乐没有固定的创作特征，在音乐历史当中，古典音乐、民間音樂起初都是作为流行音乐诞生，后来三者之间则成为相对的概念。而属于流行音乐的爵士乐在进入21世纪的2010年代以来，也越来越不被视作流行音乐。此外，現代流行音乐因其受资本运作的特质，有時稱作商業音樂。

## 定義
由於不同時期，所流行的音樂皆有不同。不過就當前認識上，是以大眾傳媒廣泛傳播的音樂，通常有如下特點：
- 電子化：通過不同的電子平台出現，例如電視、廣告、電影、MV
- 商業化：以音樂公司與合約歌手的形式推出歌曲，並作為商品銷售，形成一個龐大的產業
- 娛樂化：以娛樂大眾為目的
- 偶像化：包裝歌手，以此吸引大眾市民

## 類型
- 流行
- 藍調
- 節奏藍調
- 靈魂樂
- 放克音樂
- 雷鬼樂
- 巴薩諾瓦
- 鄉村音樂
- 無伴奏合唱
- 搖滾樂
- 電子音樂
- 流行舞曲
- 嘻哈音樂
- 爵士樂
- 拉丁音樂
- 輕音樂
- 現代民俗音樂
- 新世紀音樂
- 沙發音樂